# 10月14日
10月14日（じゅうがつじゅうよっか）は、グレゴリオ暦で年始から287日目（閏年では288日目）にあたり、年末まであと78日ある。

## できごと

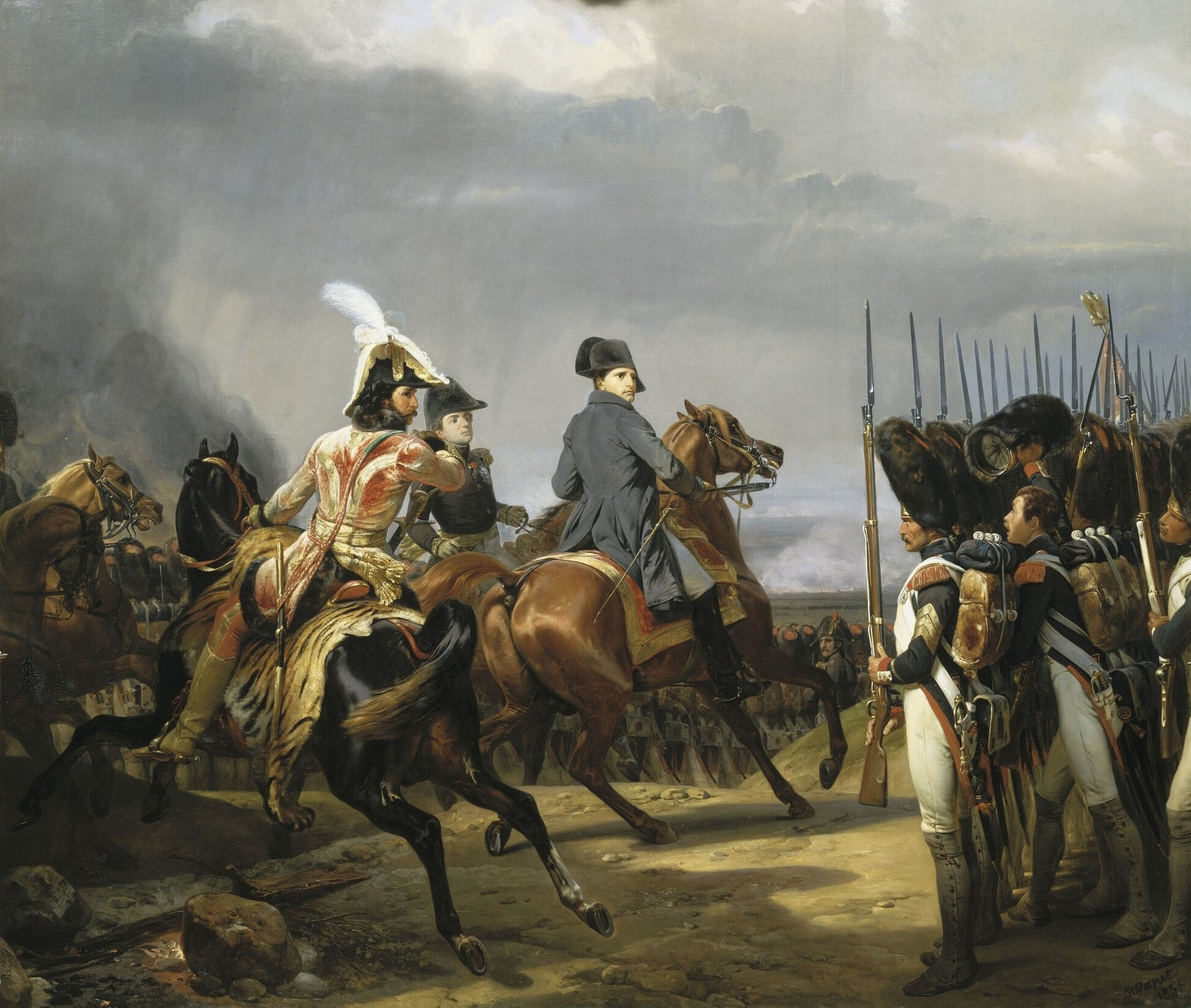
1806年、イエナ・アウエルシュタットの戦い

日本の鉄道開業(1872)

『シャーロック・ホームズの冒険』刊行(1892)

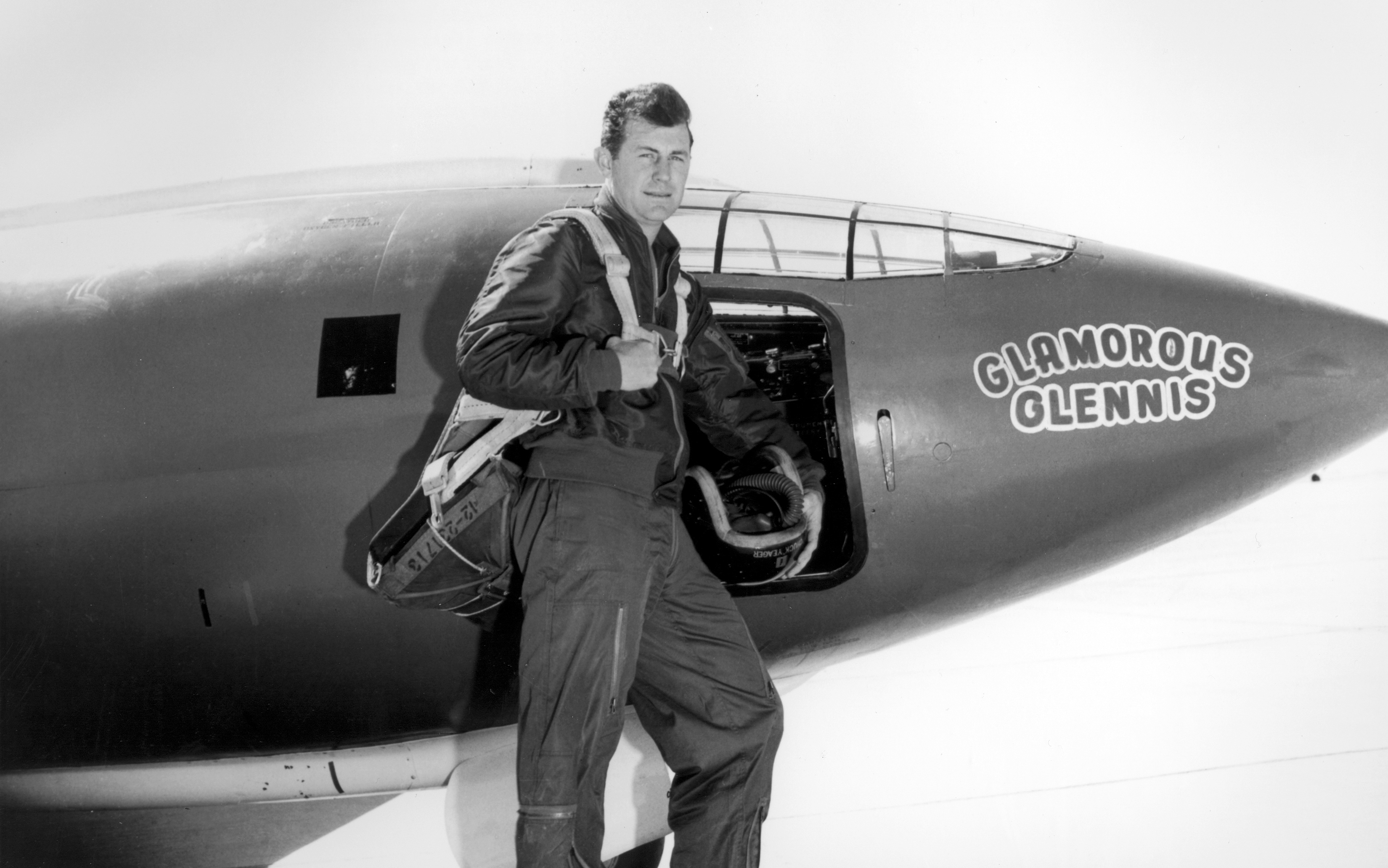
1947年、人類初の超音速飛行を行ったイェーガー大尉とX-1

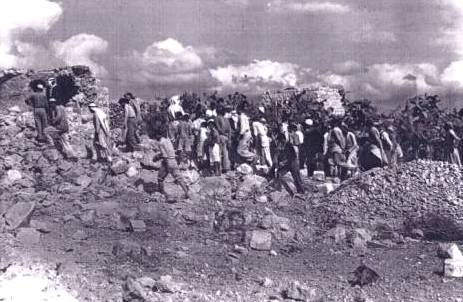
キビヤ村での虐殺事件の直後、避難先から戻るアラブ系住民

- 1066年 - ノルマン・コンクエスト: ヘイスティングズの戦い[1]。
- 1758年 - 七年戦争: ホッホキルヒの戦い。
- 1806年 - ナポレオン戦争、イエナ・アウエルシュタットの戦い。
- 1854年（嘉永7年8月23日） - 日英和親条約が締結される。
- 1872年（明治5年9月12日） - 日本の鉄道開業（新橋（後の汐留） - 横浜（現桜木町）間）。
- 1863年（文久3年9月2日） - 井土ヶ谷事件: 井土ヶ谷村字下之前（現在の横浜市南区井土ヶ谷下町3）で、仏国士官カミュが、浪人体のもの３人によって殺害される。
- 1873年 - 祝祭日を定める太政官布告「年中祭日祝日ノ休暇日」を発布。
- 1892年 - アーサー・コナン・ドイルのシャーロック・ホームズシリーズの最初の短編集『シャーロック・ホームズの冒険』が刊行。
- 1896年 - 陸軍中将乃木希典が台湾総督に就任。
- 1900年 - フロイトの『夢判断』が出版される。
- 1905年 - 登山家・小島烏水らが日本初の山岳会を結成。現在の日本山岳会。
- 1914年 - 第一次世界大戦: 日本海軍がドイツ領南洋諸島の占領を完了。
- 1921年 - 鉄道開業50年を記念して東京駅北口に鉄道博物館が開館。
- 1922年 - 監獄を「刑務所」に改称。
- 1926年 - A・A・ミルン作の童話『クマのプーさん』が発売。
- 1933年 - ドイツがジュネーブ軍縮会議から脱退し、国際連盟からの脱退を表明。
- 1938年 - 近衛文麿内閣が国際連盟との協力関係終了を閣議決定。
- 1938年 - 肝属地方風水害。
- 1943年 - 日本占領下のフィリピンで第二共和国が成立。
- 1943年   - ナチス・ドイツのソビボル強制収容所で大脱走事件発生。
- 1943年 - ウクライナ蜂起軍が結成される。
- 1945年 - 平壌でソ連解放軍歓迎平壌市民大会が開かれ、金日成が初の公開演説。
- 1947年 - チャック・イェーガーが操縦する実験機X-1が水平飛行で音速を突破しマッハ1.06を記録。人類史上初の有人超音速飛行。
- 1950年 - トルーマン・アメリカ大統領がウェーク島でマッカーサー元帥と会談。
- 1951年 - ルース台風が鹿児島県に上陸。本州各地に大被害。死者行方不明943人。
- 1952年 - 日本父母と先生全国協議会（現在の日本PTA全国協議会）が結成大会。
- 1953年 - 日本共産党書記長・徳田球一が北京で客死。2年後に公表。
- 1953年 - アリエル・シャロン率いるイスラエル国防軍がヨルダン川西岸のキビヤ村を襲撃。アラブ系住民67名が犠牲。
- 1958年 - 東京タワーが竣工。
- 1964年 - マーティン・ルーサー・キングのノーベル平和賞受賞が決定。
- 1964年 - ニキータ・フルシチョフ失脚。
- 1966年 - 黒い霧事件に対し、社会・民社・公明・共産4党の院内共闘が成立する。
- 1968年 - メキシコオリンピックの陸上男子100m決勝でジム・ハインズが9.9秒を記録。人類で初めて10秒の壁を破る。
- 1969年 - 西武秩父線（吾野駅 - 西武秩父駅）が開業。池袋からの特急「ちちぶ」が運転開始。
- 1973年 - タイでクーデターが発生。（血の日曜日事件）
- 1973年 - 蔵前国技館での世界最強タッグ戦60分3本勝負でアントニオ猪木&坂口征二組がルー・テーズ&カール・ゴッチ組を2対1で破る。
- 1974年 - 巨人軍長嶋茂雄の引退試合。
- 1977年 - 奈良筆が伝統工芸品に指定される。
- 1982年 - 大阪にコンサート専用のザ・シンフォニーホールが開館。
- 1983年 - 東北大学附属病院で日本初の体外受精児（試験管ベビー）が誕生。
- 1987年 - 鳥取県のJR西日本若桜線（郡家駅 - 若桜駅19.2km）が第三セクター・若桜鉄道に転換。
- 1991年 - 橋本龍太郎蔵相が証券・金融不祥事と富士銀行不正融資事件への元秘書の関与等で辞任。
- 1992年 - 金丸信衆議院議員が東京佐川急便からの5億円違法献金疑惑で議員を辞職、政界を引退。
- 1994年 - 札幌市営地下鉄東豊線豊水すすきの駅 - 福住駅間が開業し全通。
- 1998年 - 「祝日法」改正法案（ハッピーマンデー法案）が参議院で可決・成立。成人の日・体育の日が1月・10月の第2月曜日に移動。
- 1998年 - 改正議院証言法が参議院で可決・成立する（証人喚問の写真撮影やテレビ中継を条件付きで解禁）。

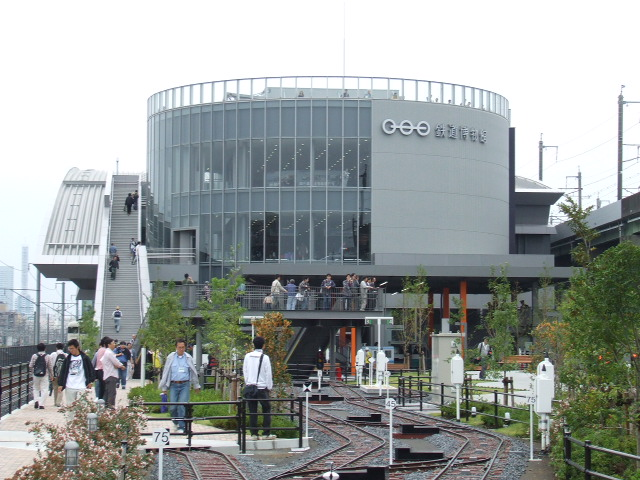
2007年、開館当日の鉄道博物館

- 2000年 - 首都圏共通ストアードフェアシステム・パスネット運用開始。
- 2005年 - 郵政民営化法案が参議院にて可決し、法案が成立する。
- 2007年 - 東京神田の交通博物館が、大宮に移転。鉄道博物館がオープン。
- 2008年 - 日経平均株価の終値が前週末に比べて1171円14銭高となり、終値ベースでの上昇率が過去最大の+14.15%となる[2]。
- 2012年 - ジェンティルドンナが秋華賞を勝ち、日本競馬史上4頭目の牝馬三冠を達成[3]。
- 2012年 - フェリックス・バウムガルトナーがレッドブル・ストラトス（英語版）によって有人気球による最高高度到達記録、スカイダイビングの最高高度記録、自由落下による最大落下速度記録（マッハ1.24）を記録する[4][5]。
- 2014年 - UEFA EURO 2016予選 セルビア対アルバニアの試合で乱闘が発生。背景にはセルビア人とアルバニア人の民族的・政治的対立があった。
- 2017年 - ソマリアの首都モガディシュのホテルの前で爆発物を積んだトラックが爆発[6]。多くの市民らが倒壊した建物の下敷きになり、512人が死亡。（2017年10月14日モガディシュ爆発事件（英語版））
- 2018年 - パウロ6世とオスカル・ロメロが列聖[7]。

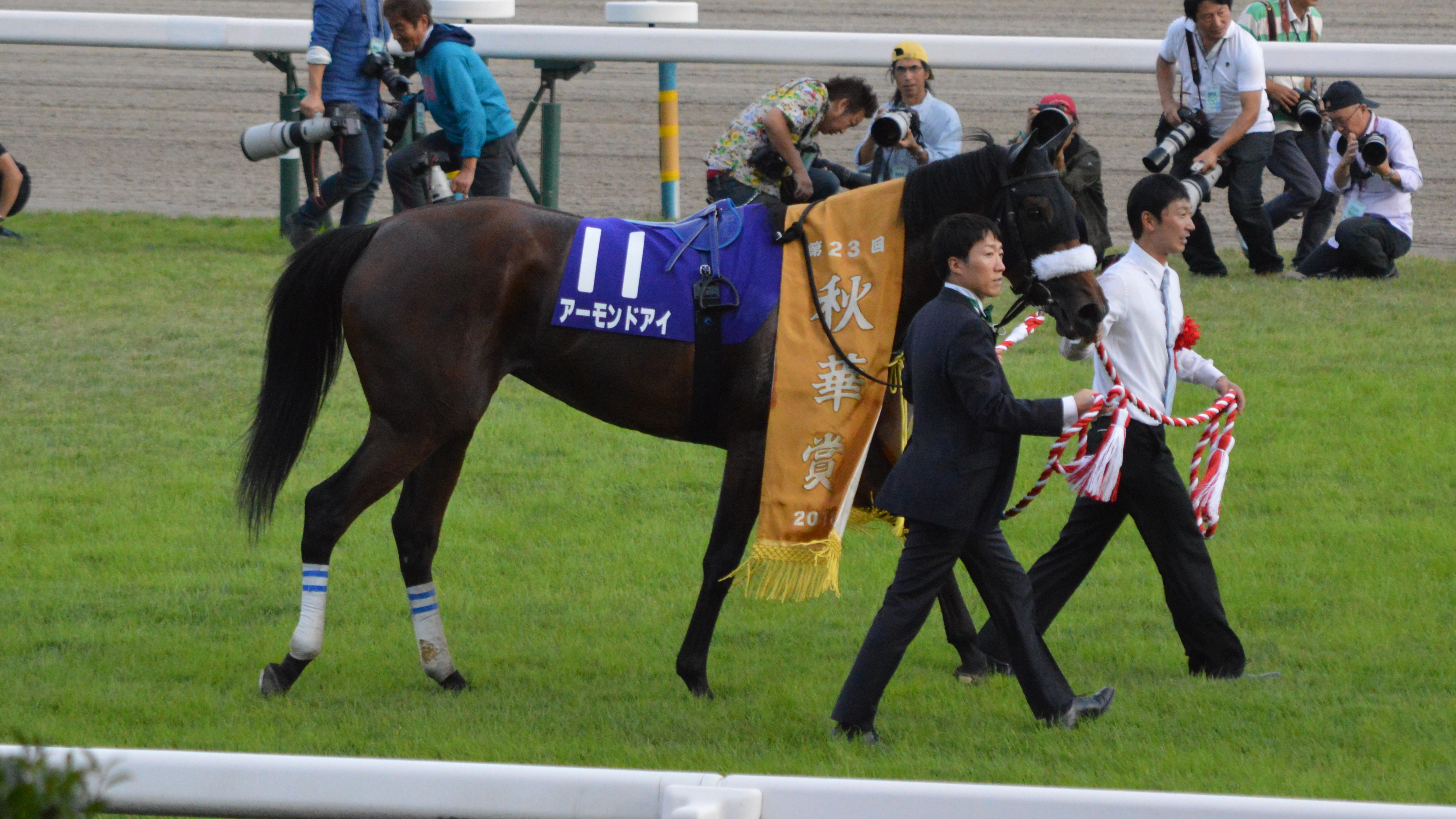
第23回秋華賞優勝馬
アーモンドアイ

- 2018年 - アーモンドアイが秋華賞を制し、2012年のジェンティルドンナ以来6年ぶり5頭目となる牝馬三冠を達成。
- 2021年 - 衆議院が解散（未来選択解散）。
- 2021年 - 高雄ビル火災。
- 2022年 - アマスラ炭鉱爆発事故。
- 2024年 - 藤田小女姫親子殺害事件でハワイ州の刑務所にて収監中の日本人受刑者(終身刑囚)が、別の事件の受刑者に殺害される。[8]。

## 誕生日

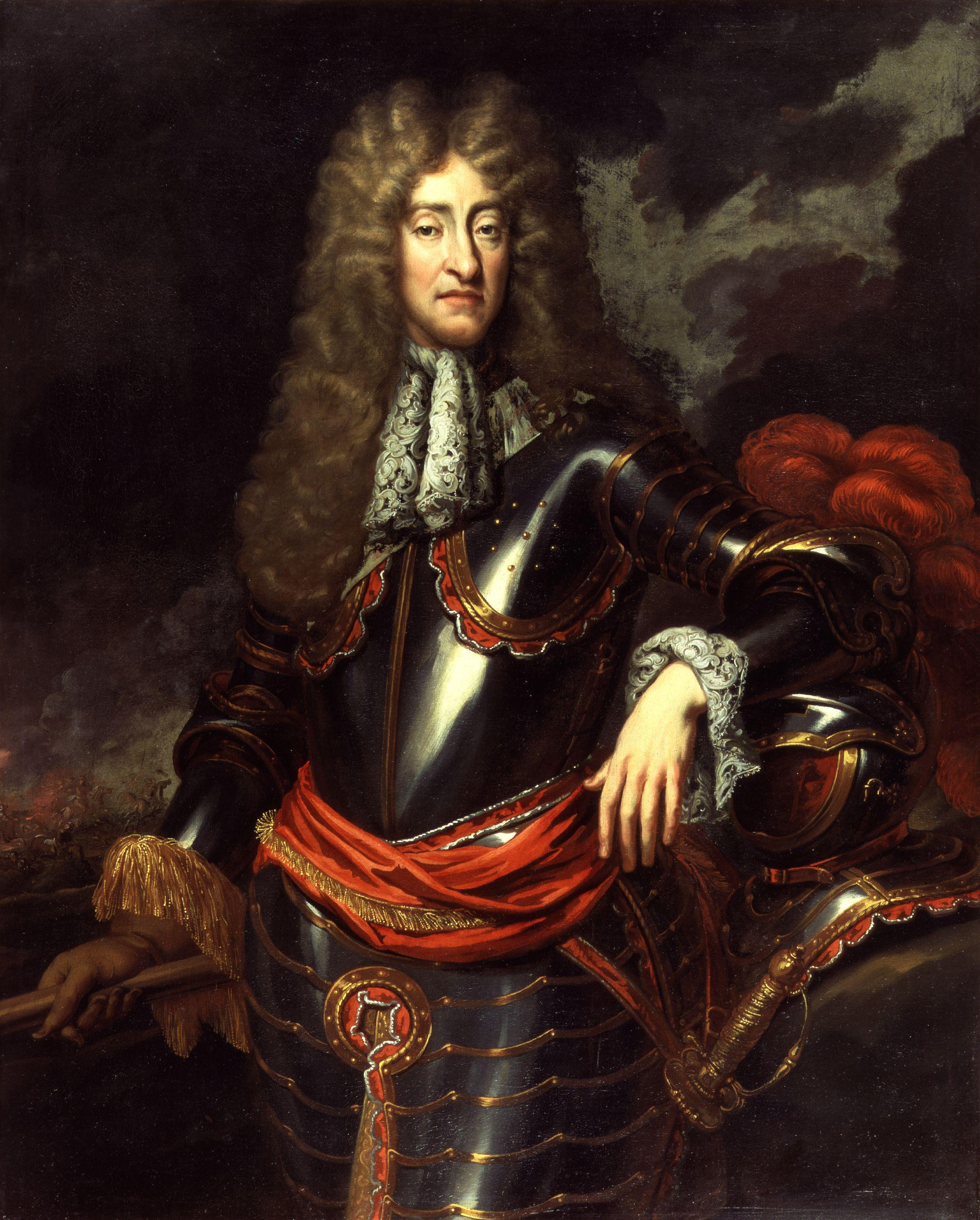
ジェームズ2世(1633-1701)誕生。

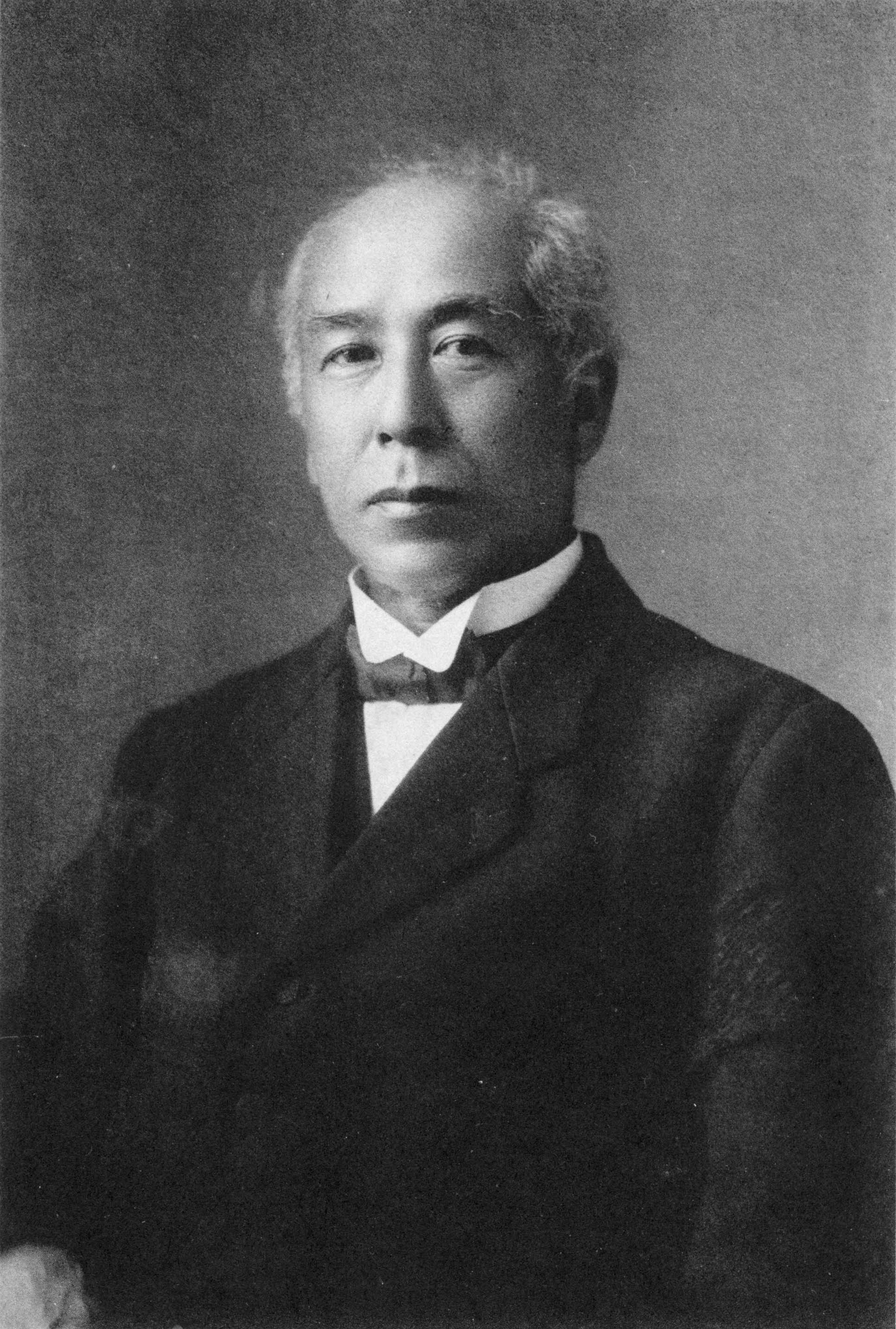
法学者宮崎道三郎(1855-1928)誕生。日本法律学校（現日本大学）創立者総代。

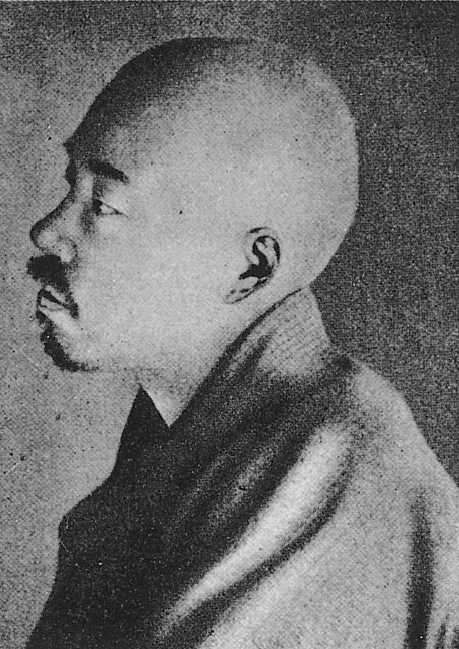
正岡子規(1867-1902)誕生。

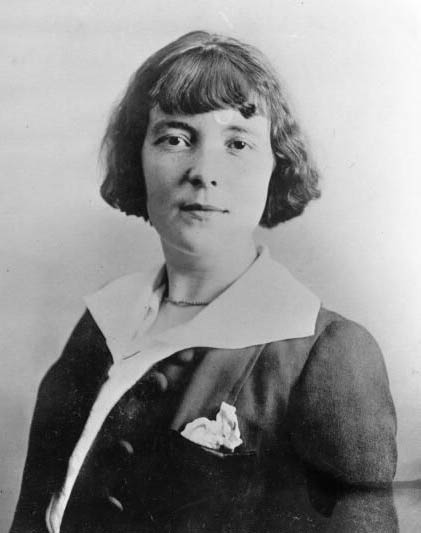
キャサリン・マンスフィールド(1888-1923)誕生。

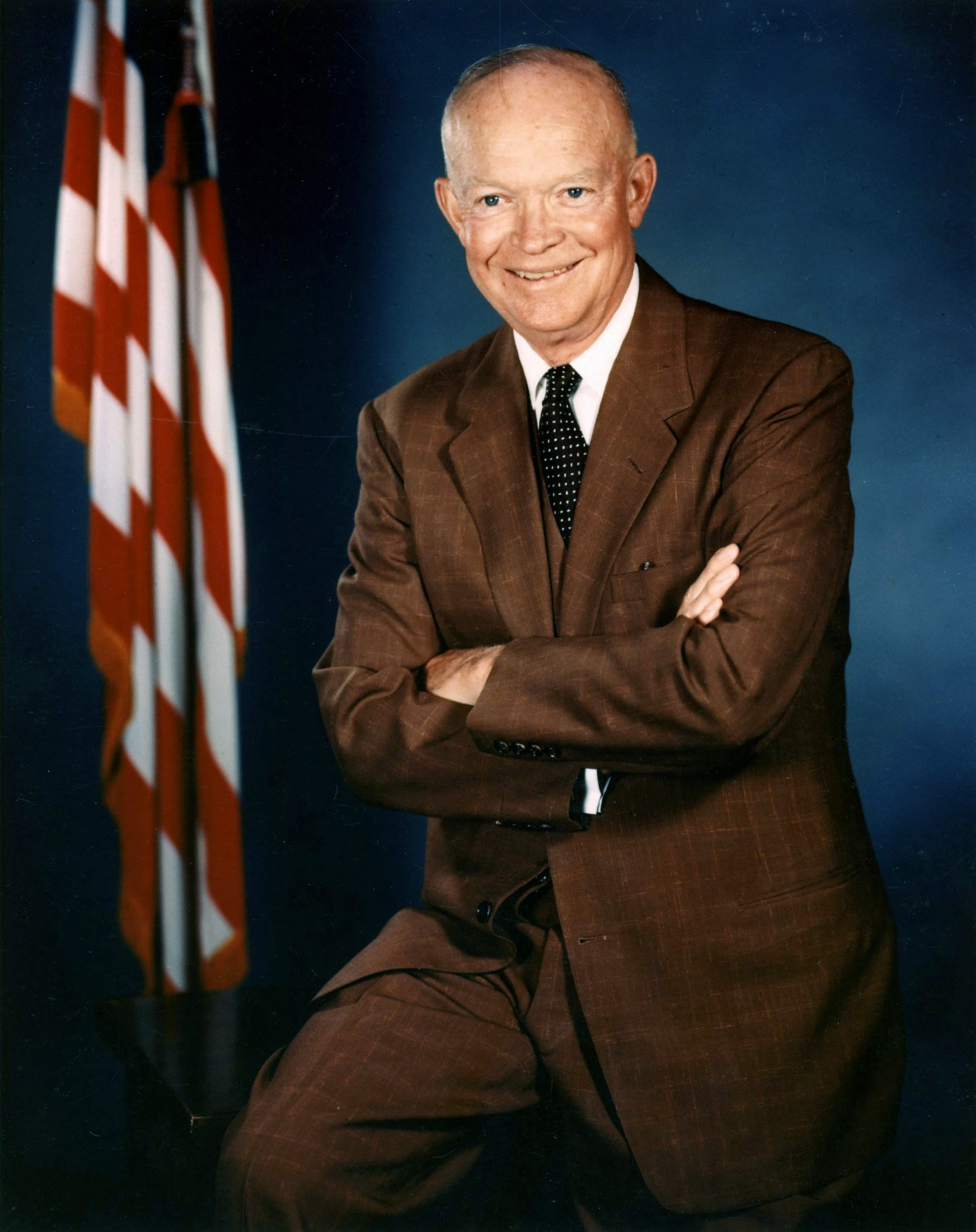
アイゼンハワー大統領(1890-1969)誕生。

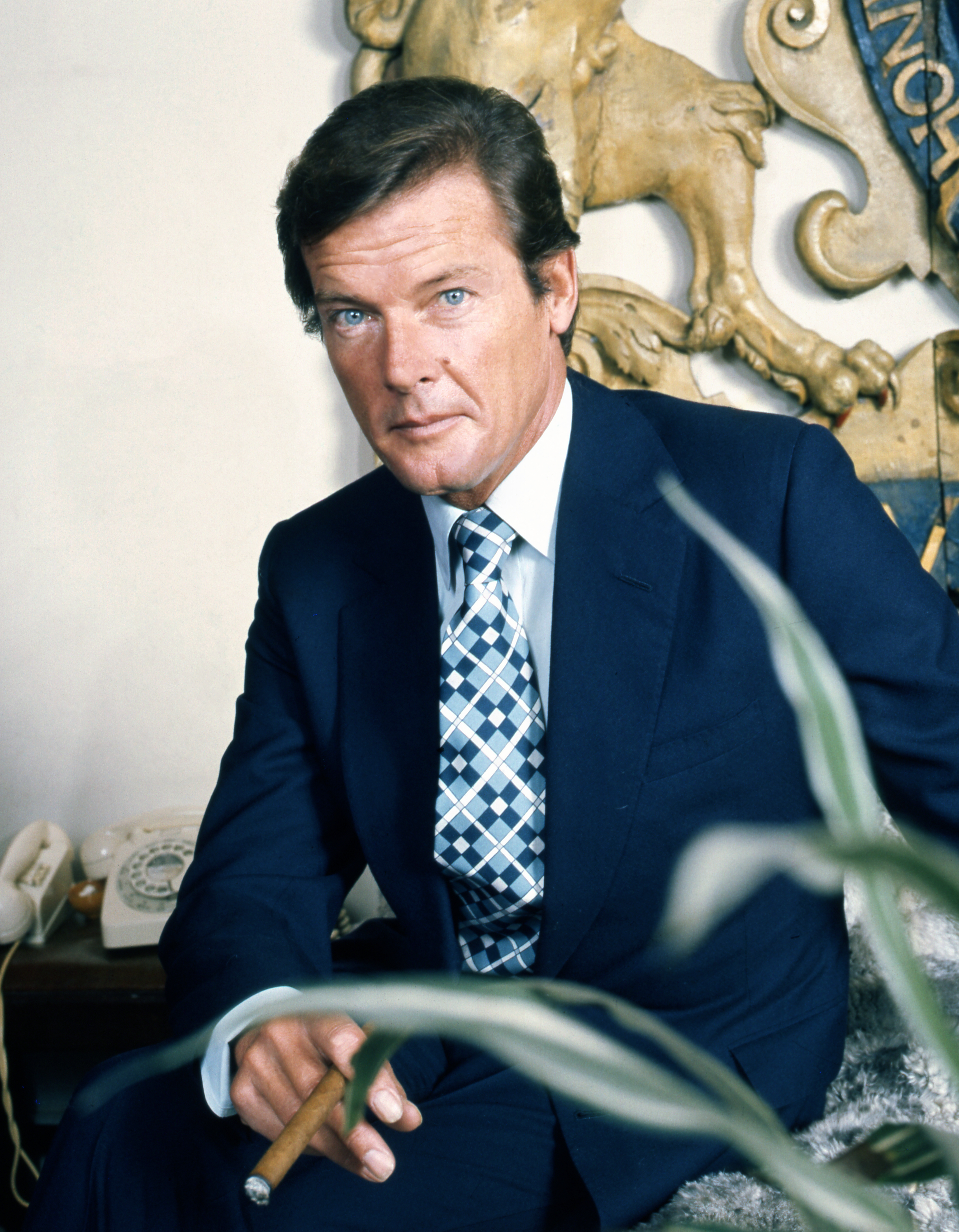
ロジャー・ムーア(1927-2017)誕生。

- 1257年 - プシェミスウ2世、ポーランド王（+ 1296年）
- 1404年 - マリー・ダンジュー、フランス王妃（+ 1463年）
- 1493年（明応元年9月23日） - 島津忠良、戦国大名（+ 1568年）
- 1499年 - クロード・ド・フランス、フランス王妃（+ 1524年）
- 1630年 - ゾフィー・フォン・デア・プファルツ、ハノーファー選帝侯妃（+ 1714年）
- 1633年 - ジェームズ2世、イングランド王（+ 1701年）
- 1643年 - バハードゥル・シャー1世、ムガル帝国第7代皇帝（+ 1712年）
- 1690年（元禄3年9月13日） - 佐竹義峯、久保田藩主（+ 1758年）
- 1701年（元禄14年9月13日） - 松平忠愛、上田藩主（+ 1758年）
- 1712年 - ジョージ・グレンヴィル、政治家、第8代英国首相（+ 1770年）
- 1784年 - フェルナンド7世、スペイン王（+ 1833年）
- 1801年 - ジョゼフ・プラトー、物理学者（+ 1983年）
- 1809年 - 第5代ベスバラ伯爵ジョン・ポンソンビー、貴族、政治家（+ 1880年）
- 1811年（文化8年8月27日） - 大関増儀、黒羽藩主（+ 1866年）
- 1821年（文政4年9月19日） - 蜂須賀斉裕、徳島藩主（+ 1868年）
- 1826年 - ジョルジュ・マティアス、ピアニスト、作曲家（+ 1910年）
- 1829年 - アーギュスト・マルムストレム、画家（+ 1901年）
- 1830年（文政13年8月28日） - 内田正徳、小見川藩主（+ 1863年）
- 1840年 - フリードリッヒ・コールラウシュ、物理学者（+ 1910年）
- 1840年 - ドミートリイ・ピーサレフ (en:Dimitri Pisarev)、文藝評論家（+ 1868年）
- 1853年 - チプリアン・ポルムベスク（英語版）、作曲家（+ 1883年）
- 1854年（嘉永7年8月23日） - 牧野弼成、田辺藩主、子爵（+ 1924年）
- 1855年（安政2年9月4日） - 宮崎道三郎、法学者、日本法律学校（現日本大学）創立者総代（+ 1928年）
- 1859年 - ラバショル（英語版、フランス語版）、アナーキスト（+ 1892年）
- 1864年 - 大林芳五郎、実業家（+ 1916年）
- 1864年 - ステファン・ジェロムスキ、小説家（+ 1925年）
- 1867年 - 正岡子規、俳人（+ 1902年）
- 1871年 - アレクサンダー・フォン・ツェムリンスキー、作曲家（+ 1942年）
- 1871年 - 本山白雲、彫刻家（+ 1952年）
- 1872年 - レジナルド・ドハティー、テニス選手（+ 1910年）
- 1873年 - レイ・ユーリー、陸上競技選手（+ 1937年）
- 1873年 - ジュール・リメ、FIFA第3代会長（+ 1956年）
- 1882年 - エイモン・デ・ヴァレラ、政治家、初代アイルランド首相、第3代大統領（+ 1975年）
- 1888年 - キャサリン・マンスフィールド、小説家（+ 1923年）
- 1890年 - ドワイト・D・アイゼンハワー、陸軍軍人、政治家、第34代アメリカ合衆国大統領（+ 1969年）
- 1890年 - ルイ・デリュック、映画監督（+ 1924年）
- 1893年 - リリアン・ギッシュ、女優（+ 1993年）
- 1893年 - 葉問、武闘家（+ 1972年）
- 1894年 - E・E・カミングス、詩人（+ 1972年）
- 1897年 - 十一谷義三郎、小説家、翻訳家（+ 1937年）
- 1897年 - 田保橋潔、歴史学者（+ 1945年）
- 1900年 - W・エドワーズ・デミング、統計学者、著述家（+ 1993年）
- 1902年 - レアルコ・グエッラ、自転車競技選手（+ 1963年）
- 1906年 - 高石勝男、競泳選手、元日本水泳連盟会長（+ 1966年）
- 1906年 - ハンナ・アーレント、哲学者（+ 1975年）
- 1907年 - イグナス・ゲルブ、歴史学者（+ 1985年）
- 1909年 - ベルント・ローゼマイヤー、レーシングドライバー（+ 1938年）
- 1910年 - ジョン・ウッデン、バスケットボールコーチ（+ 2010年）
- 1910年 - 倉信雄、プロ野球選手（+ 1945年）
- 1911年 - レ・ドゥク・ト、政治家（+ 1990年）
- 1917年 - トニー谷、コメディアン（+ 1987年）
- 1918年 - 塚本博睦、元プロ野球選手（+ 2009年）
- 1921年 - 由良三郎、推理作家、ウイルス学者（+ 2004年）
- 1921年 - 月丘夢路、女優、元宝塚歌劇団娘役（+ 2017年）
- 1922年 - 緒方敏也、声優
- 1922年 - 衛藤大輔、元プロ野球選手
- 1923年 - 茂山千之丞、狂言師（+ 2010年）
- 1926年 - 田丸仁、野球選手、プロ野球監督（+ 1993年）
- 1927年 - ロジャー・ムーア、俳優（+ 2017年[9]）
- 1927年 - トーマス・ルックマン、社会学者（+ 2016年）
- 1928年 - ゲイリー・グラフマン、ピアニスト
- 1929年 - 野村耕三、作詞家、放送作家、脚本家（+ 2001年）
- 1930年 - モブツ・セセ・セコ、ザイール2代大統領（+ 1997年）
- 1932年 - ヴォルフ・フォステル（英語版、ドイツ語版）、現代芸術家（+ 1998年）
- 1933年 - 稲嶺惠一、実業家、元政治家、元沖縄県知事
- 1934年 - 志太勤、実業家（+ 2025年）
- 1935年 - ラ・モンテ・ヤング、現代音楽作曲家
- 1935年 - 池田三男、レスリング選手、1956年メルボルン五輪金メダリスト（+ 2002年）
- 1936年 - 白石冬美、声優（+ 2019年）
- 1937年 - 松岡英孝、高校野球指導者
- 1938年 - 柿原彬人、実業家（+ 2006年）
- 1938年 - ファラ・パフラヴィー（英語版）、イラン王妃
- 1939年 - 奥田務、実業家
- 1939年 - ラルフ・ローレン、ファッションデザイナー
- 1940年 - クリフ・リチャード、ミュージシャン
- 1942年 - ナーダシュ・ペーテル、小説家
- 1943年 - 実川幸夫、政治家
- 1943年 - ダイアン・ソーン、女優（+ 2020年）
- 1944年 - 峰崎直樹、政治家
- 1944年 - ウド・キア、俳優
- 1945年 - 桑原豊、政治家
- 1945年 - 石森秀三、文化人類学者、国立民族学博物館・総合研究大学院大学名誉教授
- 1946年 - 松浪健四郎、元政治家
- 1946年 - クレイグ・ヴェンター、分子生物学者、実業家
- 1947年 - 松田哲夫、編集者
- 1947年 - ニコライ・ボルコフ、プロレスラー
- 1948年 - 志賀直温、政治家、元千葉県東金市長
- 1948年 - 服部まゆみ、作家、銅版画家（+ 2007年）
- 1949年 - 佐藤陽子、ヴァイオリニスト（+ 2022年）
- 1950年 - 中村歌六（五代目）、歌舞伎役者
- 1950年 - 藤目功治、元プロ野球選手
- 1950年 - チャーリー・コーセイ、歌手
- 1952年 - 松田良昭、政治家
- 1952年 - ニコライ・アンドリアノフ、体操選手（+ 2011年）
- 1952年 - カイヤ・サーリアホ、現代音楽作曲家（+ 2023年）
- 1953年 - 渡辺香津美、ジャズギタリスト
- 1953年 - 黄川田徹、政治家
- 1953年 - 永田恭介、科学者、筑波大学学長（第9代）
- 1954年 - ウィリー・エイキンズ、元プロ野球選手
- 1955年 - 奥慶一、作曲家
- 1956年 - クリス・バングル、自動車デザイナー
- 1956年 - 森山隆男、元プロ野球選手
- 1957年 - 中谷元、政治家
- 1957年 - 高原郁夫、サッカー選手
- 1957年 - キャサリン・ジョンソン（英語版）、劇作家
- 1958年 - トーマス・ドルビー、音楽プロデューサー
- 1959年 - 柴田よしき、作家
- 1960年 - 石原隆、テレビプロデューサー
- 1960年 - ビル・ベイス、元プロ野球選手
- 1960年 - スティーブ・クラム、陸上選手
- 1961年 - 熊谷真菜、作家、フードマーケティングデザイナー
- 1962年 - 柿辰丸、俳優
- 1963年 - 遠田恵子、アナウンサー
- 1963年 - アレッサンドロ・サフィナ（英語版）、オペラ歌手
- 1963年 - ロリ・ペティ、女優
- 1964年 - 旭道山和泰、タレント、実業家、元大相撲力士、元衆議院議員
- 1964年 - 有賀啓雄、作曲家（+ 2023年）
- 1964年 - クリス・トーマス・キング、ミュージシャン、俳優
- 1964年 - ジョー・ジラルディ、元プロ野球選手、監督
- 1965年 - 鈴木重子、歌手
- 1965年 - 小林良平、元俳優
- 1965年 - 畠山智行、俳優
- 1965年 - スティーヴ・クーガン、俳優
- 1965年 - 会田誠、現代美術家
- 1965年 - 山中律俊、元プロ野球選手
- 1966年 - サヴァンナ・サムソン、ポルノ女優
- 1967年 - 長浦京、小説家
- 1967年 - マイコーりょう、タレント
- 1968年 - 吉村祥子、元レスリング選手
- 1968年 - マット・ル・ティシエ、元サッカー選手
- 1969年 - ヴィクトル・オノプコ、元サッカー選手
- 1969年 - 岡野浩介、声優
- 1970年 - 永作博美、女優
- 1970年 - 加藤貴子、女優
- 1970年 - 芳賀絵己子、女優（元ポピンズ）
- 1970年 - トニー・ミッチェル、元プロ野球選手
- 1970年 - パル・ゼッターベリ、サッカー選手
- 1970年 - ダニエラ・ペストヴァ（英語版）、ファッションモデル
- 1971年 - 杉浦未幸、タレント（元おニャン子クラブ）
- 1971年 - 知野公昭、元プロ野球選手
- 1971年 - ジョルジュ・コスタ、サッカー選手（+ 2025年）
- 1972年 - 高木浩之、元プロ野球選手
- 1973年 - 堺雅人、俳優
- 1973年 - 山内悠椰、声優
- 1973年 - 中井一輝、漫画家
- 1973年 - スティーブン・ブラッドバリー、ショートトラックスピードスケート選手
- 1973年 - ファビアン・オニール、サッカー選手（+ 2022年）
- 1974年 - 古沢賢太郎、プロデューサー、演出家、アークプロダクション社長
- 1974年 - ジェシカ・ドレイク、ポルノ女優
- 1974年 - ビクトル・ロスリン、マラソン選手
- 1974年 - 伊藤計劃、SF作家（+ 2009年）
- 1975年 - 海原やすよ、漫才師（海原やすよ ともこ）
- 1975年 - 里中茶美、歌手
- 1975年 - 石川多映子、元ソフトボール選手
- 1975年 - フロイド・ランディス、自転車レーサー
- 1976年 - 岩沢厚治、ミュージシャン（ゆず）
- 1976年 - 不動裕理、ゴルファー
- 1976年 - 剱持たまき、女優
- 1976年 - アンドレアス・ビドヘルツル、スキージャンプ選手
- 1977年 - 吉川華生、声優
- 1977年 - U-zhaan、タブラ奏者
- 1977年 - 内田潤、元サッカー選手
- 1977年 - 海本幸治郎、元サッカー選手
- 1977年 - ビアンカ・ボーシャン、フェティッシュモデル
- 1977年 - ヨエイ・ディドゥリツァ、元サッカー選手
- 1978年 - しまおまほ、漫画家、イラストレーター
- 1978年 - アッシャー、歌手
- 1978年 - 木下理樹、ミュージシャン（ART-SCHOOL）
- 1978年 - 武田久、元プロ野球選手
- 1978年 - 江口真紀、バスケットボール選手
- 1978年 - ポール・ハンター、スヌーカー選手（+ 2006年）
- 1979年 - 岡峰光舟、ミュージシャン（THE BACK HORN）
- 1979年 - 兵庫ケンイチ、歌手
- 1979年 - 水木ゆうな、女優
- 1979年 - 牧野ステテコ、お笑い芸人
- 1979年 - 新井秀和、アナウンサー
- 1979年 - デュアネル・サンチェス、元プロ野球選手
- 1979年 - ロドリゴ・テージョ、元サッカー選手
- 1979年 - ステイシー・キーブラー、プロレスラー
- 1980年 - 石井あみ、タレント
- 1980年 - 坂口真弓、お笑い芸人（元少年少女）
- 1980年 - 小杉紗代、作曲家、ピアニスト
- 1980年 - 林丈統、元サッカー選手
- 1980年 - ベン・ウィショー、俳優
- 1981年 - ブーフ・ボンサー、元プロ野球選手
- 1982年 - 東加奈子、ファッションモデル
- 1982年 - ASOBU、ファッションモデル
- 1982年 - 山田哲也、競艇選手
- 1982年 - ベン・ザイトリン、映画監督
- 1982年 - カルロス・マーモル、元プロ野球選手
- 1983年 - 新田千尋、舞台女優
- 1983年 - 木山光、作曲家
- 1983年 - 林丹、バドミントン選手
- 1983年 - 千昇秀貴、元大相撲力士
- 1983年 - ベティ・ハイドラー、ハンマー投選手
- 1984年 - 滝晃太朗、俳優
- 1984年 - Nob、ミュージシャン（MY FIRST STORY）
- 1984年 - 高田千明、パラ陸上競技選手
- 1984年 - 天鎧鵬貴由輝、元大相撲力士
- 1984年 - クラウディア・ラウシェンバッハ、フィギュアスケート選手
- 1984年 - クリス・ジョンソン、元プロ野球選手
- 1985年 - 前田美順、バドミントン選手
- 1985年 - 鈴木あゆみ、バスケットボール選手
- 1985年 - 廣瀬友祐、俳優
- 1985年 - ジゴン、サッカー選手
- 1986年 - 岩清水梓、サッカー選手
- 1986年 - 福愛美、タレント
- 1986年 - 岡田光、俳優、ファッションモデル
- 1986年 - Nanami、女優、ファッションモデル
- 1986年 - キャメロン・ジェローム、サッカー選手
- 1986年 - エンリケ・アドリアーノ・ブス、サッカー選手
- 1986年 - ジョエル・キムワキ、サッカー選手
- 1987年 - 可愛きょうこ、女優
- 1987年 - 滝裕可里、タレント
- 1987年 - 古川昌希、アナウンサー
- 1987年 - 荒川雄太、元プロ野球選手
- 1987年 - 小島一恵、元陸上競技選手
- 1987年 - コール・カルフーン、プロ野球選手
- 1988年 - 黒澤ゆりか、女優
- 1988年 - 七戸龍、柔道家
- 1988年 - 青山愛、元アナウンサー
- 1988年 - ジャレッド・エラリオ、野球選手
- 1989年 - 川又堅碁、サッカー選手
- 1989年 - 田中美都、気象予報士
- 1989年 - 若杉厚仁、元自転車プロロードレーサー
- 1989年 - ミア・ワシコウスカ、女優
- 1989年 - ランディ・コンスエグラ、プロ野球選手
- 1990年 - アンドレイ・レンドラ、元サッカー選手
- 1992年 - 鈴木伸之、俳優（劇団EXILE）
- 1992年 - 川上なな実、タレント、元AV女優
- 1992年 - 堀若菜、キャスター
- 1992年 - アーメド・ムサ、サッカー選手
- 1992年 - イリー・プロハースカ、総合格闘家
- 1993年 - 永瀬貴規、柔道家
- 1993年 - 伴美幸、ファッションモデル、女優
- 1993年 - 松田和、俳優、タレント
- 1993年 - 森下来奈、声優
- 1993年 - 渡辺勝、元プロ野球選手
- 1994年 - 清野菜名、女優、ファッションモデル
- 1994年 - 高柳知葉、声優
- 1994年 - 桧垣果穂、アイドル（Luce Twinkle Wink☆）
- 1994年 - 藤井萩花、元ダンサー、元ファッションモデル、元女優（元Flower、元E-girls、元ShuuKaRen）
- 1994年 - ジャレッド・ゴフ、アメリカンフットボール選手
- 1996年 - 田中美麗、女優、ファッションモデル（元SUPER☆GiRLS）
- 1996年 - 森みはる、アイドル（元26時のマスカレイド）
- 1996年 - 太田光、プロ野球選手
- 1996年 - 安齋結花、サッカー選手
- 1996年 - 小笠原彩乃、元アイドル（元アイドルカレッジ）
- 1996年 - 野村飛鳥、元タレント
- 1996年 - 野村純花、元タレント
- 1997年 - 白間美瑠、歌手、元アイドル（元NMB48、元AKB48）
- 1997年 - 下鶴琴音、アナウンサー
- 1997年 - 佐藤千裕、バスケットボール選手
- 1997年 - 冬愛ことね、AV女優
- 1997年 - 山木梨沙、元歌手、元アイドル（元カントリー・ガールズ）
- 1998年 - 上林直澄、バレーボール選手
- 1999年 - 足立佳奈、シンガーソングライター、タレント
- 2000年 - 宍戸里帆、AV女優
- 2000年 - 平井菜生、野球選手
- 2000年 - ムン・ジンヒョク、プロアイスホッケー選手
- 2001年 - 松永あかね、声優
- 2001年 - 久保庭良太、プロサッカー選手
- 2001年 - ローワン・ブランチャード、女優
- 2002年 - 平野海祝、スノーボード選手
- 2004年 - 木村日音、アイドル（fishbowl）
- 2004年 - ガブリエル・ボルトレト、レーシングドライバー
- 2005年 - ワォーターズ璃海ジュミル、プロ野球選手
- 2010年 - 長谷川瑞穂、スケートボーダー
- 生年不詳 - 北野めぐみ、アイドル（虹色幻想曲 〜プリズム・ファンタジア〜）
- 生年不詳 - 宮崎ゆい、漫画家
- 生年不詳 - 合田慎二郎、声優
- 生年不詳 - 江原詩織、声優
- 生年不詳 - 祖山桃子、声優
- 生年不詳 - 出口さくら、声優
- 生年不詳 - 柊唯也、声優
- 生年不詳 - 渕﨑けけろ、声優
- 生年不詳 - Ray、元歌手

## 忌日

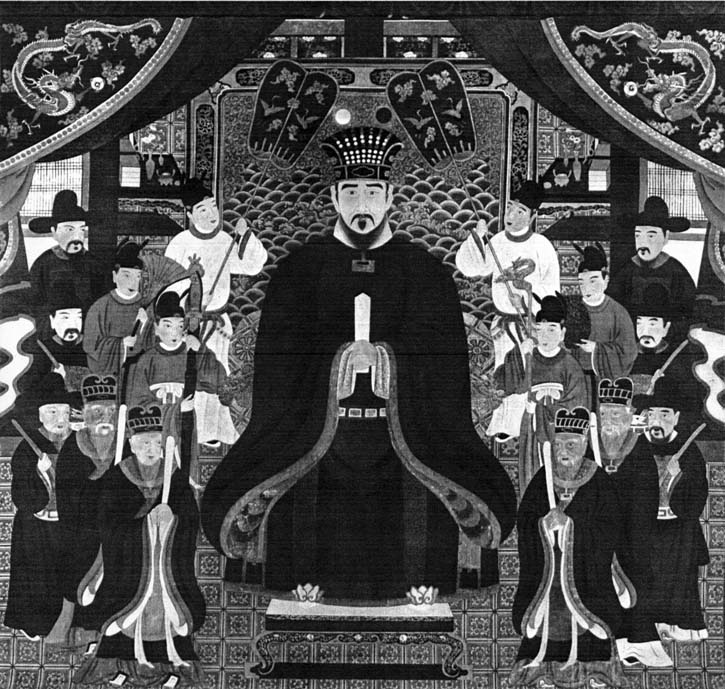
琉球王尚寧(1564-1620)没

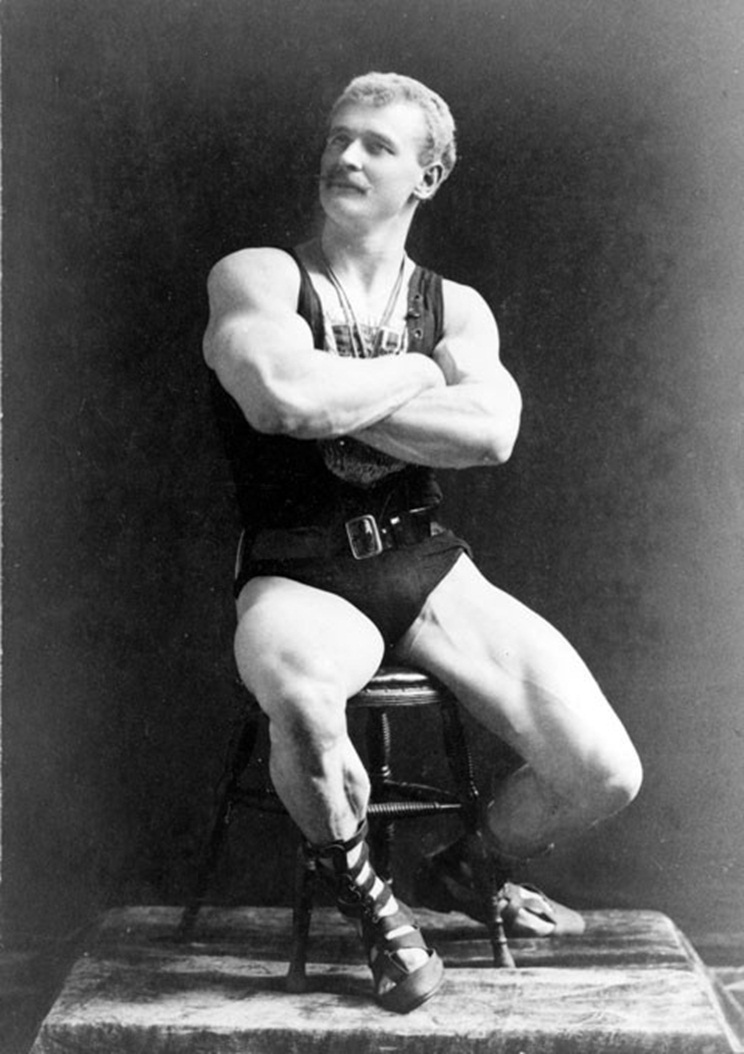
ボディビルの先駆者ユージン・サンドウ(1867-1925)没

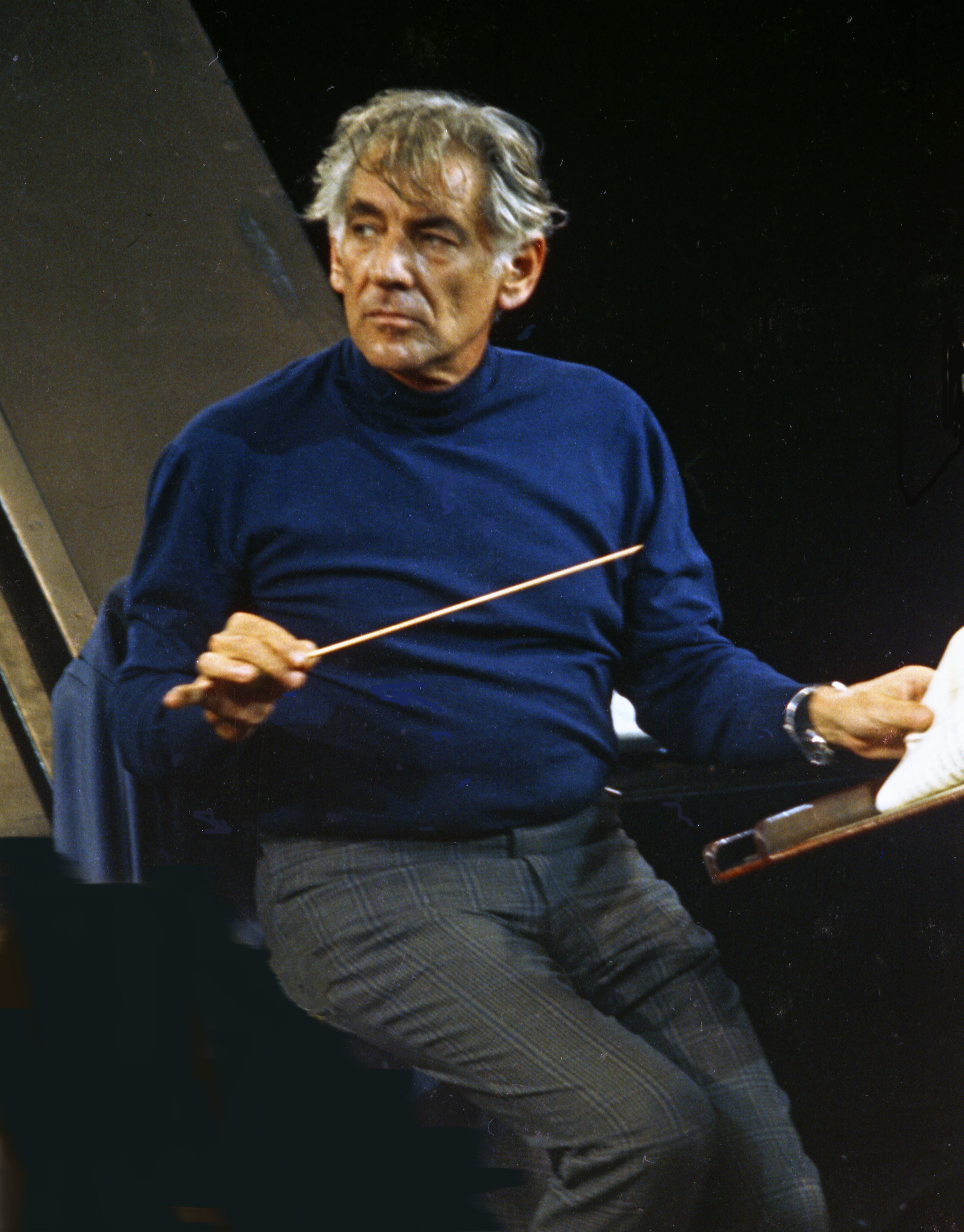
指揮者レナード・バーンスタイン(1918-1990)没

- 764年（天平宝字8年9月11日） - 藤原訓儒麻呂、奈良時代の廷臣
- 1066年 - ハロルド2世、イングランド王（* 1022年）
- 1092年 - ニザームルムルク、セルジューク朝のアタベク・宰相（* 1017年）
- 1189年（文治5年9月3日） - 藤原泰衡、奥州藤原氏第4代当主（* 1155年）
- 1256年（康元元年9月25日） - 藤原頼嗣、鎌倉幕府第5代将軍、最後の摂家将軍（* 1239年）
- 1318年 - エドワード・ブルース、アイルランド王（* 1275年頃）
- 1441年（嘉吉元年9月29日） - 赤松教康、室町時代の武将（* 1423年）
- 1568年 - ジャック・アルカデルト、作曲家（* 1504年?）
- 1592年（文禄元年9月9日） - 豊臣秀勝、安土桃山時代の武将（* 1579年）
- 1602年（慶長7年8月29日） - 松浦久信、平戸藩主（* 1571年）
- 1610年（慶長15年8月28日） - 尼子義久、出雲国の戦国大名（* 1540年）
- 1620年（泰昌元年9月19日） - 尚寧王、琉球王（* 1564年）
- 1638年 - ガブリエッロ・キアブレーラ、詩人（* 1552年）
- 1639年（寛永16年9月18日） - 松花堂昭乗、僧侶（* 1582年）
- 1669年 - アントニオ・チェスティ、作曲家（* 1623年）
- 1688年 - ヨアヒム・フォン・ザンドラルト、画家（* 1606年）
- 1704年（宝永元年9月16日） - 島津綱貴、島津氏第20代当主、薩摩藩の第3代藩主（* 1650年）
- 1706年（宝永3年9月8日） - 酒井忠囿、小浜藩主（* 1671年）
- 1719年 - アルノルト・ホウブラーケン、画家（* 1660年）
- 1771年 - フランティシェク・クサヴェル・ブリクシ、作曲家（* 1732年）
- 1803年 - エルコレ3世・デステ、モデナ・レッジョ公（* 1727年）
- 1831年 - ジャン＝ルイ・ポン、天文学者（* 1761年）
- 1835年 - マリア・トマサ・パラフォックス（スペイン語版）、画家（* 1780年）
- 1836年（天保7年9月5日） - 最上徳内、江戸時代中後期の探検家（* 1754年）
- 1848年（嘉永元年9月18日） - 山内豊惇、第14代土佐藩主（* 1824年）
- 1857年 - ヨハン・クリスチャン・ダール、画家（* 1788年）
- 1872年 - アルブレヒト、プロイセンの王族、上級大将（* 1809年）
- 1882年 - カジミール・ダヴェイン（フランス語版）、医師、炭疽菌を発見（* 1812年）
- 1886年 - 本因坊秀甫、囲碁棋士（* 1838年）
- 1891年 - ラリー・コーコラン、プロ野球選手（* 1859年）
- 1892年 - ペーテル・ニコライ・アルボ、画家（* 1831年）
- 1910年 - ジョルジュ・マティアス、ピアニスト、作曲家（* 1826年）
- 1917年 - ナサニエル・ホーン・ザ・ヤンガー（英語版）、画家（* 1831年）
- 1925年 - ユージン・サンドウ、ボディビルの先駆者（* 1867年）
- 1932年 - メイベル・ルーミス・トッド（英語版）、編集者、作家（* 1856年）
- 1934年 - ミハイル・マチューシン、美術家、作曲家（* 1861年）
- 1936年 - 頼母木駒子[10]、バイオリニスト、音楽教育者（* 1874年）
- 1937年 - 並河成資[11]、稲品種改良家、コシヒカリ開発者（* 1897年）
- 1944年 - エルヴィン・ロンメル、ドイツ陸軍の元帥（* 1891年）
- 1945年 - 本居長世、童謡作曲家（* 1885年）
- 1946年 - ミスワカナ、漫才師（* 1910年）
- 1953年 - 徳田球一、政治家、日本共産党書記長（* 1894年）
- 1955年 - 安藤正純、政治家、文部大臣（* 1876年）
- 1956年 - ジュアンヌ・ダルシー、女優（* 1865年）
- 1957年 - 水谷日昇、日蓮正宗僧侶、大石寺第64世法主（* 1879年）
- 1958年 - 安藤広太郎、農学者（* 1871年）
- 1958年 - ダグラス・モーソン、南極探検家（* 1882年）
- 1959年 - エロール・フリン、俳優（* 1909年）
- 1961年 - ポール・ラマディエ、政治家、フランス首相（* 1888年）
- 1963年 - 三輪常次郎[12]、実業家、元興和紡績社長（* 1886年）
- 1965年 - 北川千代、児童文学作家（* 1894年）
- 1967年 - 今松治郎[13]、総理府総務長官（* 1898年）
- 1967年 - マルセル・エイメ、小説家、劇作家（* 1902年）
- 1969年 - 羽黒山政司、大相撲第36代横綱（* 1914年）
- 1969年 - 増岡登作、実業家、増岡組創業者（* 1891年）
- 1977年 - ビング・クロスビー、歌手、俳優（* 1903年）
- 1982年 - 高瀬鎮夫、翻訳家、映画字幕翻訳家（* 1915年）
- 1983年 - 依田郁子、陸上競技選手（* 1938年）
- 1984年 - マーティン・ライル、天文学者（* 1918年）
- 1985年 - エミール・ギレリス、ピアニスト（* 1916年）
- 1986年 - 荻須高徳、画家（* 1901年）
- 1986年 - キーナン・ウィン、俳優（* 1916年）
- 1986年 - 東京ぼん太、芸人、歌手、漫談家（* 1939年）
- 1990年 - レナード・バーンスタイン、作曲家、指揮者（* 1918年）
- 1992年 - 玉川良一、俳優、コメディアン（* 1924年）
- 1993年 - 石田博英、政治家、内閣官房長官、労働大臣、運輸大臣（* 1914年）
- 1993年 - 渥美健夫、官僚、実業家、元鹿島建設社長（* 1919年）
- 1994年 - ジョコンダ・デ・ヴィート、ヴァイオリニスト（* 1907年）
- 1994年 - カール・エドワード・ワグナー、作家、詩人、編集者（* 1945年）
- 1995年 - イーディス・パージター、作家（* 1913年）
- 1996年 - 大久保武雄、政治家、第36代労働大臣（* 1903年）
- 1997年 - ハイ・アヴァーバック（英語版）、俳優（* 1920年）
- 1997年 - 和巻耿介、作家、翻訳家（* 1926年）
- 1998年 - 藤間藤子、日本舞踊家、人間国宝（* 1907年）
- 1998年 - 渡邉包夫、日本画家、書画古文書鑑定士（* 1912年）
- 1999年 - 中川英造、実業家、第7代テレビ朝日社長（* 1908年）
- 1999年 - 高田富之、政治家（* 1912年）
- 1999年 - ジュリウス・ニエレレ、政治家、タンザニア大統領（* 1922年）
- 2000年 - 徳山二郎、実業家、経済評論家（* 1919年）
- 2001年 - 張学良、奉天軍閥の指導者（* 1901年）
- 2001年 - 岩佐凱実、銀行家、元富士銀行頭取（* 1906年）
- 2002年 - 前川康男、児童文学作家、翻訳家（* 1921年）
- 2002年 - 日野啓三、作家（* 1929年）
- 2003年 - モクタル・ウルド・ダッダ、政治家、モーリタニア大統領（* 1924年）
- 2003年 - 横山まさみち、漫画家（* 1930年）
- 2005年 - 小野賢二、実業家、元プロ野球西武ライオンズ球団代表（* 1936年）
- 2006年 - 小倉みね子、女優（* 1914年）
- 2006年 - 弓削達、歴史学者（* 1924年）
- 2006年 - フレディ・フェンダー、シンガーソングライター（* 1937年）
- 2008年 - バリントン・J・ベイリー、SF作家（* 1937年）
- 2009年 - ルー・アルバーノ、プロレスラー、俳優（* 1933年）
- 2010年 - ハインリヒ・プレティハ（ドイツ語版）、作家、編集者（* 1924年)
- 2010年 - ブノワ・マンデルブロ、数学者、イェール大学名誉教授（* 1924年)
- 2010年 - ラリー・ジークフリード、バスケットボール選手（* 1939年)
- 2011年 - 馬場宏二、経済学者、東京大学名誉教授（* 1933年）
- 2012年 - 柴田梵天、教育者、学校法人国士舘館長（* 1917年）
- 2012年 - アーレン・スペクター、政治家、弁護士（* 1930年）
- 2012年 - 今井和子、女優、声優（* 1930年）
- 2012年 - 成田一徹、切り絵作家（* 1949年）
- 2012年 - カイル・ベネット、自転車競技（BMX）選手（* 1979年）
- 2013年 - 飯島耕一、詩人（* 1930年）
- 2013年 - 長島良三、編集者、翻訳家（* 1936年）
- 2013年 - ブルーノ・メツ、サッカー選手、指導者（* 1954年）
- 2014年 - エリザベス・ペーニャ、女優（* 1959年）
- 2015年 - 新章文子、小説家（* 1922年）
- 2015年 - 渡辺六郎、実業家、元タカラスタンダード社長（* 1924年）
- 2015年 - 古田武彦、思想史学者、古代史研究家（* 1926年）
- 2015年 - 藤山朗、実業家、元藤沢薬品工業社長（* 1932年）
- 2015年 - マチュー・ケレク、ベナン大統領（* 1933年）
- 2015年 - 安原正、大蔵官僚、環境事務次官（* 1934年）
- 2015年 - 木村唯、アイドル（* 1997年）
- 2016年 - 武田克之、医学者、皮膚科医、第9代徳島大学学長、同大学名誉教授（* 1927年）
- 2016年 - ピエール・エテックス、俳優、映画監督、イラストレーター（* 1928年）
- 2016年 - 嵐野英彦、作曲家（* 1935年）
- 2017年 - リチャード・ウィルバー、詩人、ピューリッツァー賞受賞者（* 1921年）
- 2017年 - 西室泰三、実業家、東芝元社長、日本郵政元社長、東京証券取引所元会長（* 1935年）
- 2017年 - ダニエル・ウェブ、MLB選手（* 1989年）
- 2018年 - 松永武[14]、博物館長、松永文庫館長（* 1935年）
- 2018年 - エドゥアルド・アロヨ、画家、舞台芸術家（* 1937年）
- 2018年 - 田口久克、政治家、茨城県稲敷市長（* 1949年）
- 2018年 - 上杉和彦、歴史学者（* 1959年）
- 2018年 - パトリック・バウマン、バスケットボール選手、審判員、国際バスケットボール連盟事務総長（* 1967年）
- 2019年 - ハロルド・ブルーム、文学研究者、文芸評論家（* 1930年）
- 2019年 - ソルリ[15]、女優、歌手（元f(x)）（* 1994年）
- 2020年 - 森下美恵子、実業家、元森下仁丹社長（* 1922年）
- 2020年 - ロンダ・フレミング、女優、歌手（* 1923年）
- 2020年 - 坂野潤治、歴史学者（* 1937年）
- 2020年 - クニオ・ナカムラ、政治家、第6代パラオ大統領（* 1943年）
- 2021年 - 森山眞弓、政治家、内閣官房長官、第71代法務大臣、第118代文部大臣（* 1927年）
- 2021年 - 李完九、政治家（* 1950年）
- 2021年 - ギャヴァン・オハーリー、俳優（* 1954年）
- 2022年 - 万波誠、医師（* 1940年）
- 2022年 - ケイ・パーカー、作家、元ポルノ女優（* 1944年）
- 2022年 - ロビー・コルトレーン、俳優（* 1950年）
- 2023年 - パイパー・ローリー、女優（* 1932年）
- 2023年 - 財津一郎、俳優、コメディアン、歌手（* 1934年）
- 2023年 - 悠雅彦[16]、音楽評論家（* 1937年）
- 2024年 - 中川李枝子、児童文学作家（* 1935年）

## 記念日・年中行事
- 世界標準の日
国際標準化機構 (ISO) と国際電気標準会議 (IEC) が制定。世界標準を策定した人たちに感謝し、労をねぎらう日。
- 生神女庇護祭（正教会）
- ニエレレの日（ タンザニア）
タンザニアの初代大統領ジュリウス・ニエレレが1999年に亡くなった日。
- 体育の日（ 日本、2002年・2013年・2019年）※10月の第2月曜日、2020年以降はスポーツの日。
- スポーツの日（ 日本、2024年）※10月の第2月曜日
- 鉄道の日（ 日本）
明治5年9月12日 (旧暦)（1872年）に、新橋駅（後の汐留貨物駅・現在廃止） - 横浜駅（現在の根岸線桜木町駅）間に日本で初めての鉄道が正式開業したことに由来。1922年に当時の鉄道省が「鉄道記念日」として制定。1994年に運輸省（現在の国土交通省）の提案により「鉄道の日」と改称し、JR以外の民間鉄道も含めての記念日となった。
- クマのプーさん原作デビューの日
世界中で愛されている「クマのプーさん」の原作が発売された日（1926年10月14日）を記念日として制定したのは「ウォルト・ディズニー・カンパニー株式会社」。プーさんとゆかいな仲間達が楽しく暮らす100エーカーの森にちなみ、環境・森林保護を考える日としている。
- プラレールの日（ 日本）
1997年に制定され、トミー（現タカラトミー）より「特別限定復刻版ちんちんでんしゃ」が発売された。毎年10月14日にはこれを記念して限定復刻版が発売される。
- PTA結成の日（ 日本）
1952年、PTAの全国組織、日本父母と先生全国協議会（現在の日本PTA全国協議会）が結成されたことに由来する。PTAはアメリカで生まれた組織で、教師と両親が協力して子どもたちの健全な育成を図ることを目的としている。